# Japoński krab pacyficzny

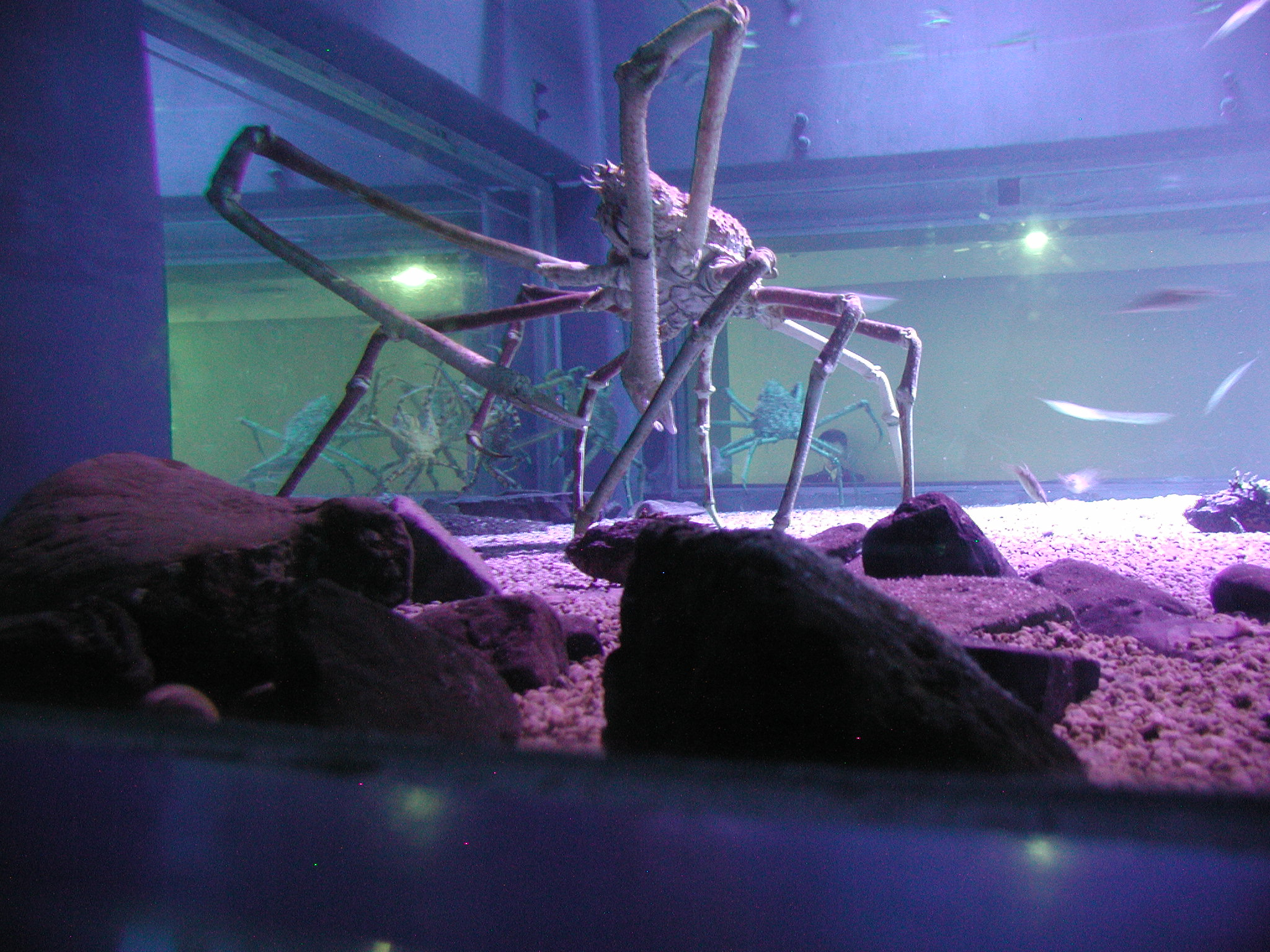
Japoński krab pacyficzny (Macrocheira kaempferi)

Japoński krab pacyficzny (Macrocheira kaempferi, zwany także krabem japońskim lub krabem olbrzymim) – jeden z gatunków krabów, a przy tym największy stawonóg na świecie. 
Jako odrębny gatunek kraba został on sklasyfikowany w 1836 przez holenderskiego zoologa i arystokratę Coenraada Jacoba Temmincka. Ponieważ jest szczególnie starym gatunkiem, jest zaliczany przez naukowców do żywych skamieniałości. Jest ostatnim żyjącym jeszcze gatunkiem z rodzaju Macrocheira; pozostałe gatunki dawno wymarły.

## Wygląd
Japoński krab pacyficzny jest szczególnie dużym krabem; rozpiętość jego odnóży osiąga ponad 3 metry (długość głowotułowia około 40 centymetrów) i waży około 20 kilogramów. Posiada wprawdzie stosunkowo mały głowotułów, ale za to ma imponujące odnóża. Jego najpowszechniejsze ubarwienie to kolor czerwony z białymi plamkami, chociaż są spotykane również osobniki całe czerwone bądź białe.

## Obszar występowania
Występuje na dnie Oceanu Spokojnego, niedaleko wschodniej strony Archipelagu Japońskiego, przeważnie na głębokościach od 200 do 300 metrów, lecz spotyka się także te kraby na głębokościach około 800 m.

## Życie
Większość roku kraby te spędzają w oceanie, na brzeg wychodzą jedynie wiosną, aby złożyć swoje jaja i właśnie o tej porze roku bardzo łatwo spotkać je na japońskich plażach. Ich małe zaraz po wykluciu wędrują do wody. 
Nie wiadomo zbyt wiele na temat tych krabów, ponieważ żyją one na dużych głębokościach. Niektórzy badacze twierdzą, że japoński krab pacyficzny dożywa wieku nawet 100 lat, lecz wszystkie te hipotezy nie zostały jeszcze potwierdzone.

### Ochrona kraba
Japoński krab pacyficzny jest łowiony przez rybaków na Oceanie Spokojnym; jego łowienie jest szczególnie popularne na wyspach Izu oraz w prefekturze Wakayama. Jego mięso, odpowiednio doprawione, jest lokalnym przysmakiem.
Nie można go łowić jedynie wiosną, w okresie składania jaj i wykluwania się młodych.